# Massimiliano Monti
Massimiliano Monti (Roma, 27 luglio 1975) è un ex cestista italiano.

## Biografia
Laureato nel 2012 in Scienze economiche, giuridiche e manageriali dello sport presso l'Università di Teramo, nel 2014 ha conseguito la Laurea Magistrale in Relazioni internazionali presso l'Università LUMSA di Roma e conseguentemente cinque Master Universitari con il massimo dei voti. 

## Carriera
Cresciuto nelle giovanili della Alfa Omega di Ostia (con cui è divenuto campione regionale di minibasket nel 1985), viene notato e tesserato dalla pro-club Banco di Roma, società con la quale disputa le finali Nazionali di categoria a Viterbo, l'anno successivo viene ceduto con tutto il gruppo del 1975 al Messaggero Basket con cui disputerà tutta la trafila delle giovanili dal 1988 al 1994, venendo anche convocato dalla Nazionale maschile cadetta, juniores e Under-22. Nel 1992, a 16 anni, colleziona la prima convocazione in prima squadra di Franco Casalini, intanto nel 1993 vince la medaglia d'oro italiana al Reebok Blacktop Tour, e successivamente la medaglia d'argento europea.
Entra stabilmente da professionista nel 1994 con la maglia della Libertas Forlì (A2), stagione che si concluderà con la vittoria in finale contro Rimini per 3-0 e la promozione nella massima serie; proprio contro Rimini alla quinta giornata la prima doppia cifra (10 punti), alla nona giornata la prima doppia doppia contro Udine (19+10). Nella stessa stagione ottiene il 5º posto con la Nazionale Militare alle Olimpiadi Militari di Roma e una medaglia d'oro al Torneo Mondiale della NATO a Shape. Nel 1996, con la stessa Nazionale Militare, vince il Mondiale Militare in Texas, venendo premiato come miglior giocatore del torneo, assieme ad Andrea Meneghin.
Dopo una prima stagione in A1 (1995-96), sempre con la maglia di Forlì nella seconda stagione viaggia ad oltre 10 punti e 9 rimbalzi di media, classificandosi come primo italiano e secondo assoluto, nella graduatoria delle schiacciate. Medaglia d'argento ai giochi del Mediterraneo 1997 dopo la prima convocazione in Nazionale A di Ettore Messina in preparazione agli Europei si infortuna alla schiena; dopo un mese di cure viene convocato dalla Nazionale sperimentale di Attilio Caja e disputa i giochi del mediterraneo a Brindisi ottenendo una medaglia d'argento. Nel 1997 arriva anche il prestigioso passaggio alla Fortitudo Bologna, dove colleziona 5 presenze in Coppa Italia e altrettante in Eurolega. Passa poi al Pepsi Rimini, dove contribuisce, nonostante un infortunio alla mano destra, al raggiungimento della salvezza, raggiungendo i playoff ed eliminando la Glaxo Verona vincitrice della coppa Korac. Si conferma primatista nella graduatoria delle schiacciate e delle stoppate.
Nel 1998 passa all'Olimpia Sony Milano A1, ma rientra a novembre da un'operazione alla mano che per infortunio lo aveva limitato nella stagione precedente. Segue il passaggio a Montecatini nel 1999, dove continua a essere primatista nelle schiacciate e nei rimbalzi. Il fallimento della società lo svincola contrattualmente e lo porta firmare con la Virtus Roma, (2000-01). In una stagione coronata dalla vittoria di una Super Coppa, viene ceduto in prestito a Roseto (2001-02). Raggiunge comunque i playoff. Nel 2002-03 contribuisce al raggiungimento dell'Eurolega; la Virtus sfiora inoltre la finale scudetto a distanza di 20 anni dall'ultima volta.
In Legadue disputa una stagione a Novara (2003-04) e una a Montecatini (2004-05). Torna poi in A con la maglia di Avellino (2005-06).
Nel 2006 abbraccia il progetto dell'Everlast Firenze in B1 (stagione 2007-08). Il 30 luglio 2008 viene ingaggiato con contratto annuale dal Basket Napoli, ma la squadra non disputerà il campionato essendo stata retrocessa dalla FIP in Serie C regionale. Il 6 febbraio 2009 passa alla Pallacanestro Roseto 1946 (Legadue), che retrocede al termine della stagione.
Nel 2011, dopo la decisione di chiudere, anzitempo e senza infortuni, la sua carriera professionistica per continuare la strada accademica, sposa il progetto della Pallacanestro Marino, squadra che milita nel girone G del campionato di DNC (quinta serie nazionale), con la quale raggiunge la finale del campionato e la promozione in DNB.
Nel 2012 conquista la medaglia di bronzo a SHAPE, il torneo mondiale della NATO.

## Nazionale
- 1995 5 posto Olimpiadi Cism militari a Roma
- 1995 Oro a SHAPE mondiale militare Nato
- 1996 Oro mondiale Cism Austin (Tx)
- 1997 Argento ai Giochi del Mediterraneo di Bari.
- 2001 Bronzo ai Giochi del Mediterraneo di Tunisi.
- 2012 Bronzo a SHAPE mondiale militare Nato
- 2017 Oro mondiale FIMBA Montecatini Terme (I)
- 2018 Argento Europei FIMBA Maribor Slovenia

Nel 1997 Prima convocazione nella Nazionale maggiore da Ettore Messina.

## Palmarès
- Supercoppa italiana: 1

Virtus Roma: 2000
- Promozione A1

Libertas Forlì 1995
- Promozione DNB

Pallacanestro Marino 2013

## Riconoscimenti
- Sport Ambassador 2018

Pallacanestro Forlì 2015